# Rock & Roll Music to the World
Rock & Roll Music to the World is het zevende studioalbum van de rock- en bluesband Ten Years After. Op dit album speelt de band vooral rock nummers met harde gitaarsolo’s. 

## Muzikanten
- Alvin Lee – zang, gitaar
- Leo Lyons – basgitaar
- Ric Lee – drums
- Chick Churchill – keyboards

## Muziek
Op dit album keert de band terug naar de steviger rockmuziek, nadat ze op het vorige album A Space in Time wat rustiger (deels akoestische) muziek hadden gespeeld.  Dit album komt meer in de richting van rock & roll, zoals de titel van het album ook aangeeft. De meeste nummers op dit album zijn ook wat langer, wat vooral komt door de lange gitaarsolo’s.  Alle nummers zijn geschreven door Alvin Lee.
| Nr. | Titel                   | Duur |
| --- | ----------------------- | ---- |
| 1.  | You give me loving      | 6:20 |
| 2.  | Convention prevention   | 4:15 |
| 3.  | Turned off tv blues     | 5:05 |
| 4.  | Standing at the station | 6:51 |

| Nr. | Titel                          | Duur |
| --- | ------------------------------ | ---- |
| 1.  | You can ’t win them all        | 3:59 |
| 2.  | Religion                       | 5:34 |
| 3.  | Choo choo mama                 | 4:00 |
| 4.  | Tomorrow I ‘ll be out of town  | 4:20 |
| 5.  | Rock & roll music to the world | 3:44 |

## Album
Dit album is uitgebracht in oktober 1972. Het is opgenomen in de Olympic Studios in Londen, behalve de nummers Convention Prevention en You can ’t win them all, die opgenomen zijn in de mobiele studio van de Rolling Stones in Cap Ferrat in Zuid Frankrijk. De techniek werd verzorgd door Chris Kimsey, die dat ook al deed voor andere albums van Ten Years After. De hoes is ontworpen door Visualeyes. Op de hoes staat een deel van een drumstel en een gitaar in lichtgroen en paars. In het drumstel wordt een foto geprojecteerd van een gitaar spelende Alvin Lee. Op de achterkant staan vier bollen met daarin een foto van een van de vier bandleden. Die foto’s zijn gemaakt door Brian Cooke. Op de binnenkant van de inklapbare hoes staat een foto van het publiek, gemaakt vanaf het podium. Deze foto is gemaakt door Alvin Lee.  Sinds 2007 is het album ook op Compact Disk verkrijgbaar. 

## Ontvangst
Dit album stond 25 weken in de Amerikaanse albumlijst met als hoogste plaats een 43ste. De single Choo choo mama bereikte een 43ste plek op de Billboard top 100. In thuisland Groot-Brittannië haalde het album een 27ste plek.